# Plugstreet 14-18
Le centre d'interprétation Plugstreet 14-18 Experience est un musée de guerre situé à Ploegsteert, dans la commune de Comines-Warneton, à proximité du Mémorial de Ploegsteert.

## Le musée
Un espace scénographique high-tech de 400 m² présente une vue rapprochée des positions britanniques et allemandes à Comines-Warneton pendant la Première Guerre mondiale entre 1914 et 1918.
La visite est disponible en 4 langues : français, néerlandais, anglais et allemand.
Sous une pyramide de verre se trouve un espace souterrain qui traite de la vie des soldats et des civils de cette région durant cette guerre. Le sort des soldats australiens est également mis en lumière. Cela se fait à l’aide d’installations multimédias, de films, de cartes interactives, d’écrans tactiles, etc.
En 2024, le musée a lancé une bière en collaboration avec la Brasserie Vanuxeem, la Plugstreet.

## Activités
Il existe également des activités ludiques pour découvrir le centre comme un sac à dos pour les enfants ainsi qu'un Cluédo géant.
Une balade Sur les Chemins du Souvenir permet de découvrir les lieux de mémoires de la région tels que ; le site de la Trêve de Noël, le monument Christmas Truce de l'UEFA (inauguré par Michel Platini en 2014), et autres lieux de mémoire 14-18 ainsi que trois cimetières britanniques aménagés au cœur du bois.